# منشأة أبو علي
قرية منشأة أبو على هي إحدى القرى التابعة لمركز سيدي سالم في محافظة كفر الشيخ في جمهورية مصر العربية. حسب إحصاءات سنة 2006، بلغ إجمالي السكان في منشأة أبو على 6217 نسمة، منهم 3149 رجل و3068 امرأة.